# Бечка шницла
Бечка шницла је шницла направљена од похованог телећег меса.
То је један од најпознатијих специјалитета бечке кухиње и једно од националних јела Аустрије.

## Историја и етимологија
Термин се први пут појавио у 19. веку, са првим познатим помињањем у кувару из 1831. године. У популарној јужнонемачком кувару Катарине Прато помиње се као „поховани телећи котлети“. Према једној причи, фелдмаршал Јозеф Радецки донео је рецепт из Италије у Беч 1857. Године 2007. лингвиста Хајнц-Дитер Пол могао је да докаже да је ова прича измишљена. Легенда о Радецком се, међутим, заснива на овој књизи, у којој се тврди да је гроф Атемс, ађутант аустријског цара Франца Јосифа I, дао обавештење Радецког о ситуацији у Ломбардији и на маргини споменуо укусан телећи одрезак. Након што се Радецки вратио, цар је лично од њега затражио рецепт.
Пол сумња да је бечки шницле уопште дошао из Италије, с тим што се у осталим „увозним јелима“ у аустријској кухињи помиње првобитни концепт, макар и у германизованом облику, као нпр. гулаш или палачинке, а шницла се не појављује чак ни у специјализованим куварима о италијанској кухињи.
Пол наговештава да су у аустријској кухињи, пре шницле, постојала и друга јела која су била похована и пржена у дубоком уљу, као што је популарни бекхендл, који се први пут помиње у кувару из 1719.

## Припрема
Јело се припрема од исечених телећих кришки, дебљине око 4 мм и лагано излупаних, мало посољених и уваљаних у брашно, умућена јаја и презле. Хлебне мрвице се не смеју утиснути у месо, како би остале суве и могле да се "суфлирају". На крају, шницле се пржи у доброј количини масти или прочишћеног путера на температури од 160–170 °C док не постане златножута. Шницла мора да плива у масти, иначе се неће равномерно кувати: маст се превише хлади и улази у мрвице хлеба, влажећи их. Током пржења, шницле се више пута лагано баца по тигању. Такође током пржења, маст се кашиком може извући из тигања и сипати на месо. Шницла се кува након што постане златно жута или смеђа.
Јело се у Аустрији традиционално служи са зеленом салатом, по жељи са сецканим власцем или црним луком, салатом од кромпира, салатом од краставца или кромпиром од першуна. Ранијих дана украс су чинили капари и инћуни, данас су чешћи кришка лимуна и першун.

## Варијације
Често се каже да је амерички пржени одрезак од пилетине блиско повезан са бечком шницлом, резултатом прилагођавања рецепта немачких или аустријских имиграната у Тексасу.
У Израелу је популаран шницл, који су први увели европски Јевреји који су емигрирали у Израел током средњих деценија двадесетог века. Због несташице хране у то време и високе цене меса и телећег меса, као и због закона о кашруту који забрањују свињско месо, локална верзија је направљена од пилећих прса, која су била јефтинија. До данас се израелски шницл прави од пилетине. Закони о кашруту такође забрањују употребу млека, путера или сличних млечних производа уз месо, па се кошер шницле припрема са јестивим уљем. Шницл је постао толико популаран да се редовно описује као једно од израелских "националних јела".